# Piet Teunissen
Petrus Johannes (Piet) Teunissen (Amsterdam, 23 mei 1890 - Dongen, 9 november 1958) was een Nederlandse kunstschilder. Ook maakte hij veel tekeningen en etsen.

## Levensloop
Piet Teunissen genoot zijn opleiding in Amsterdam, na voorbereidende studies aan de Rijksmuseum teekenschool onder J.W.H. Berden en laatstelijk van 1916-1918 als logeleerling aan de Rijksacademie van Beeldende Kunsten. Leerling van Carel Lodewyk Dake en Nicolaas van der Waay. In 1911 nam hij deel aan de actie van de Bond Heemschut tegen ontsierende reclame in het landschap. Dat jaar werd hij (op zijn eenentwintigste) lid van Kunstenaarsvereniging Sint Lucas. Eind 1921 werd hij benoemd tot tekenleraar aan het Grafisch Lyceum Eindhoven, waar hij in 1955 met pensioen ging. Sinds 1922 woonde hij in Eindhoven. In Amsterdam gemaakte werken stammen daardoor meestal van voor 1922, de Eindhovense en Brabantse van na 1922. In 1931 trouwde hij. Nadat hij in 1949 weduwnaar was geworden, hertrouwde hij in 1950.

## Schilderstijl
Tot het werk van Teunissen behoren zowel olieverfschilderijen als etsen, pastel- en zwartkrijttekeningen. De etsen betreffen vooral van Amsterdamse en Eindhovense stadsgezichten.
Teunissen woonde sinds 1922 in Eindhoven en schilderde in de omgeving verschillende boerderijen, landschappen, stallen, interieurs en klompenmakerijen in Best en Oirschot. Tevens maakte hij werken in Laren, Amersfoort, Monnickendam, Marken, Enkhuizen, Thorn, Wessem, Grathem, Roermond, Bemelen, Keer, Gronsveld en Maastricht en in het buitenland in Lier, Kortrijk, Oudenaarde, Gent, in Normandië, langs de Seine, in Rouen, Orival, Saint-Martin-du-Vivier en Parijs.

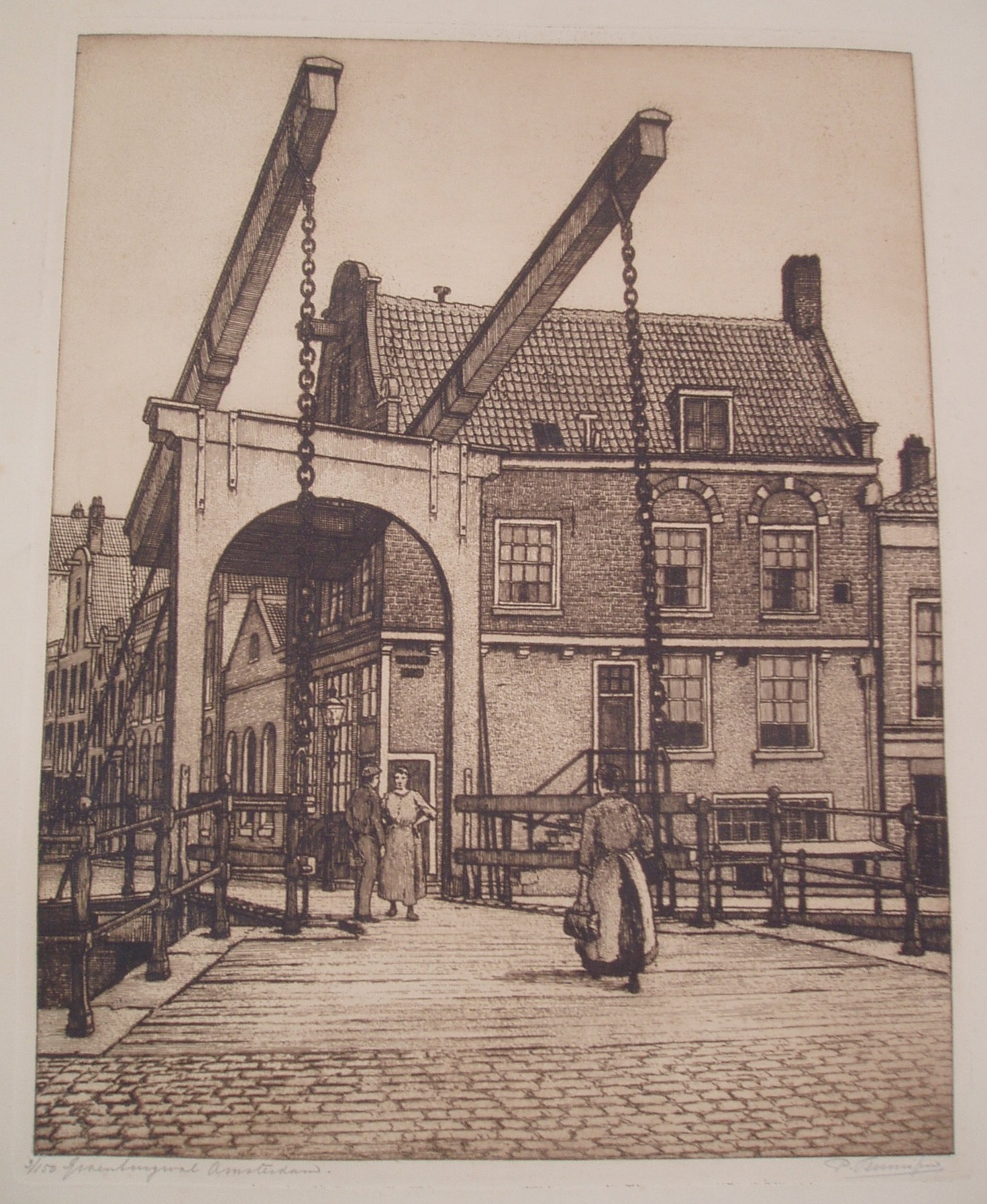
Ets van P.J. 'Piet' Teunissen van de Groenburgwal te Amsterdam

## Musea
- Zuiderzeemuseum in Enkhuizen
- Amsterdams Historisch Museum
- Nederlands Openluchtmuseum in Arnhem

## Tentoonstellingen (selectie)
- 1917 groepstentoonstelling grafische kunst te Batavia met o.a. Dirk Harting en Hendrik Weegewijs
- 1919 tentoonstelling Amsterdamse stadsgezichten
- 1935 Noordbrabants Museum

## Publicaties (selectie)
- Gedenkboek De Amsterdamsche Bank 1871 - 1946, S. Brouwer. Teunissen verzorgde twee illustraties.

## Werk
- "Plekhoek”
- “Vrijstraat Eindhoven”

.